# Černobog
Černobog (russo Чернобог, in traslitterazione anglofona Chernobog; altresì scritto Crnobog, Czernobog, Tchernobog o Zernebog, tutti i nomi significano "dio nero") è una misteriosa divinità slava sul cui culto sono state avanzate molte ipotesi ma di cui in sostanza si sa poco. Viene descritto come un dio oscuro e maledetto, ma l'importanza reale che rivestisse presso gli antichi slavi è oggetto di dibattito.
Il nome è attestato solo tra gli slavi Venedi e Polabi del XII secolo, quindi si suppone che non fosse una divinità molto importante o molto antica.

## Fonti
L'unica fonte coeva sul paganesimo slavo che menzioni questo dio è la Chronica Slavorum redatta tra il 1168 e il 1171, un'opera del monaco e cronista tedesco Helmold di Bosau, che descrive tradizioni e credenze di svariate tribù venede e polabe, stanziate tra l'Elba e dove passava il limes Saxoniae, che a quei tempi resistevano ancora alla crescente pressione della cristianizzazione.
Helmold narra che:
Alla Chronica Slavorum si aggiungono ulteriori menzioni, redatte trecento anni più tardi, nel XVI secolo.
La prima è la Cronaca di Pomerania del 1538, nella quale Thomas Kantzow scrive:
La seconda è la Cosmografia universale del 1550, nella quale Sebastian Münster riporta:
Queste si aggiunge la Historia Caminensis basata un'altra opera di Sebastian Münster e dove Černobog è descritto come dio dei Vandali, più alcuni cenni in opere minori.

## Folclore
Un culto di questa divinità forse sopravvive nel folclore di diverse nazioni slave. In alcuni vernacoli slavi meridionali, esiste un'espressione particolare: do zla boga (cioè "al dio del male" o forse "al male di Dio" che potrebbe denotare proprietà piuttosto che alcuni attributi oscuri), usata per esprimere qualcosa di eccezionalmente negativo. Nessuno è più realmente a conoscenza del significato letterale di queste parole; esclamazioni come Ovo je do zla boga dosadno!, To je do zla boga glupo! possono essere tranquillamente tradotte come "Questo è diabolicamente noioso!", "Questo è immensamente stupido!" senza nessuna concreta perdita di significato. La parola Bog ("Dio"), comunque, in tutte le lingue slave viene usata come nome specifico del Dio cristiano, che non è malvagio; perciò l'espressione zli bog, "dio malvagio", potrebbe essere un retaggio pagano. Se supponiamo che Černobog fosse davvero una divinità degli antichi slavi, oscura e malvagia (o forse semplicemente un aspetto malvagio di alcune altre divinità), possiamo teorizzare che questa espressione fosse un'antica maledizione che lo invocava.

## Nella cultura di massa

### Letteratura
Černobog compare come personaggio del romanzo fantasy American Gods di Neil Gaiman (2001).

### Cinema
Černobog compare sotto forma di demone nella sequenza Una Notte sul Monte Calvo del film d'animazione Disney Fantasia del 1940.

### Televisione
Černobog compare come personaggio della serie TV fantasy American Gods (2017), interpretato da Peter Stormare, doppiato da Gerolamo Alchieri.
Il Chernabog disneyano appare anche in un episodio della quarta stagione della serie televisiva C'era una volta come antagonista che si nutre delle più grandi Oscurità Latenti.

### Videogiochi
Černobog compare come boss finale nel gioco Blood.
Compare anche nel videogioco Kingdom Hearts per PlayStation 2, in qualità di boss da sconfiggere nell'ultimo livello "I confini del mondo". I suoi tratti però sono quelli di Chernabog, interpretazione disneyana del dio slavo apparsa nell'episodio "Una notte sul monte calvo" del lungometraggio Disney Fantasia del 1940.
È uno dei demoni che vengono combattuti, ed arruolati al proprio servizio, nella serie Megami Tensei.
Nel videogioco The Witcher 3 una delle pietre runiche che il giocatore può usare per modificare le statistiche delle spade di Geralt è chiamata "Chernobog"
Nel videogioco Shadow Hearts per PlayStation 2, Czernobog è la fusione oscura più potente disponibile per il protagonista Yuri.
È uno dei personaggi giocabili del moba Smite, con ruolo di hunter.
Nel videogioco per dispositivi mobili Fate/Grand Order  viene evocato dal personaggio Ashiya Douman, che lo descrive come divinità e lo si vede seduto alla sua sinistra, immobile e silenzioso. 